# Вир (остров)
Вир (хорв. Vir) — остров в Хорватии, в центральной части Адриатического моря. Остров расположен к северо-западу от Задара. От материкового берега Вир отделён узким проливом, через который переброшен автомобильный мост. К востоку ещё один узкий пролив отделяет Вир от острова Паг. К западу лежит залив, называемый «Вирское море», а за ним — острова Силба и Олиб.
Площадь острова — 22,38 км², население — 1608 человек, живущих в посёлке Вир и деревнях Торови и Лозице. Длина береговой линии — 29 км, высшая точка острова 112 метров над уровнем моря. Расстояние от посёлка Вир до Задара — 30 километров. В туристический сезон население острова резко возрастает. Население занято рыбной ловлей, сельским хозяйством, обслуживанием туристов. В 2018 году было зарегистрировано более 2,5 миллионов случаев аренды жилья с ночлегом. Это делает остров одной из самых посещаемых точек островной Хорватии.
Название острова происходит от слова «ueru» вымершего далматинского языка, означающего «пастбище».

## Галерея

Остров Вир
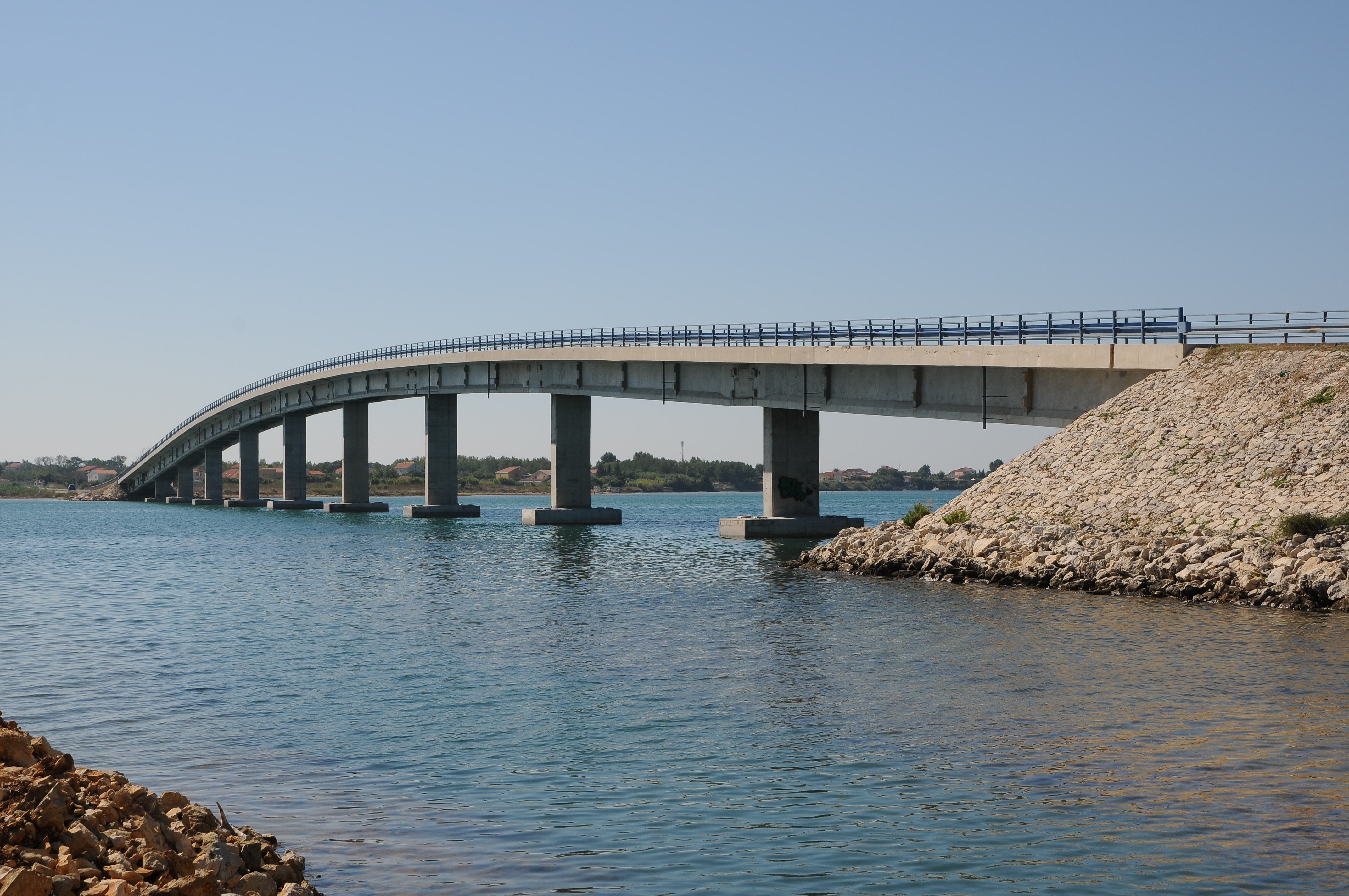
Мост, ведущий из муниципалитета Привлака в деревню Вир
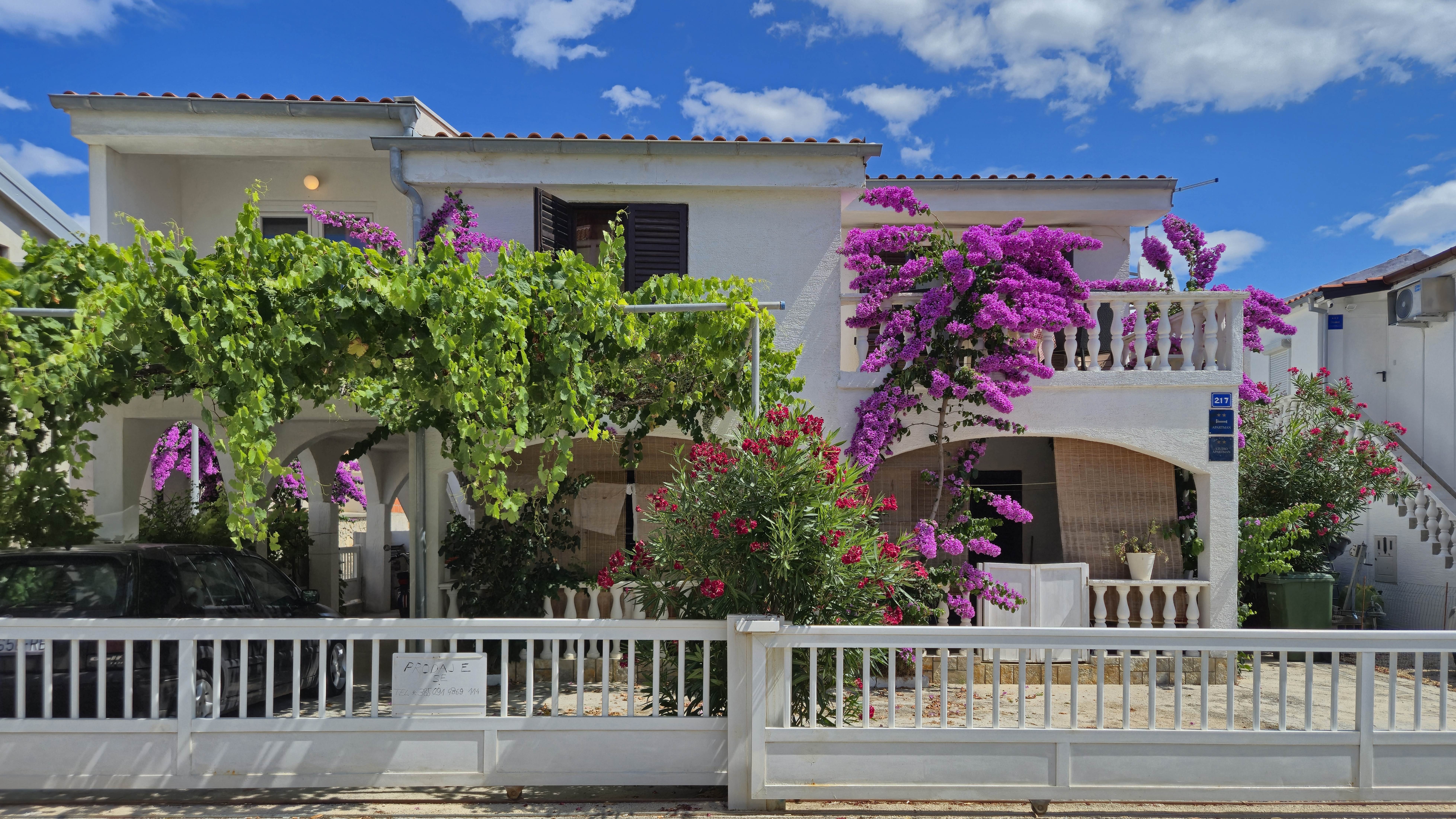
Жилой дом в деревне Вир и бугенвиллея возле него
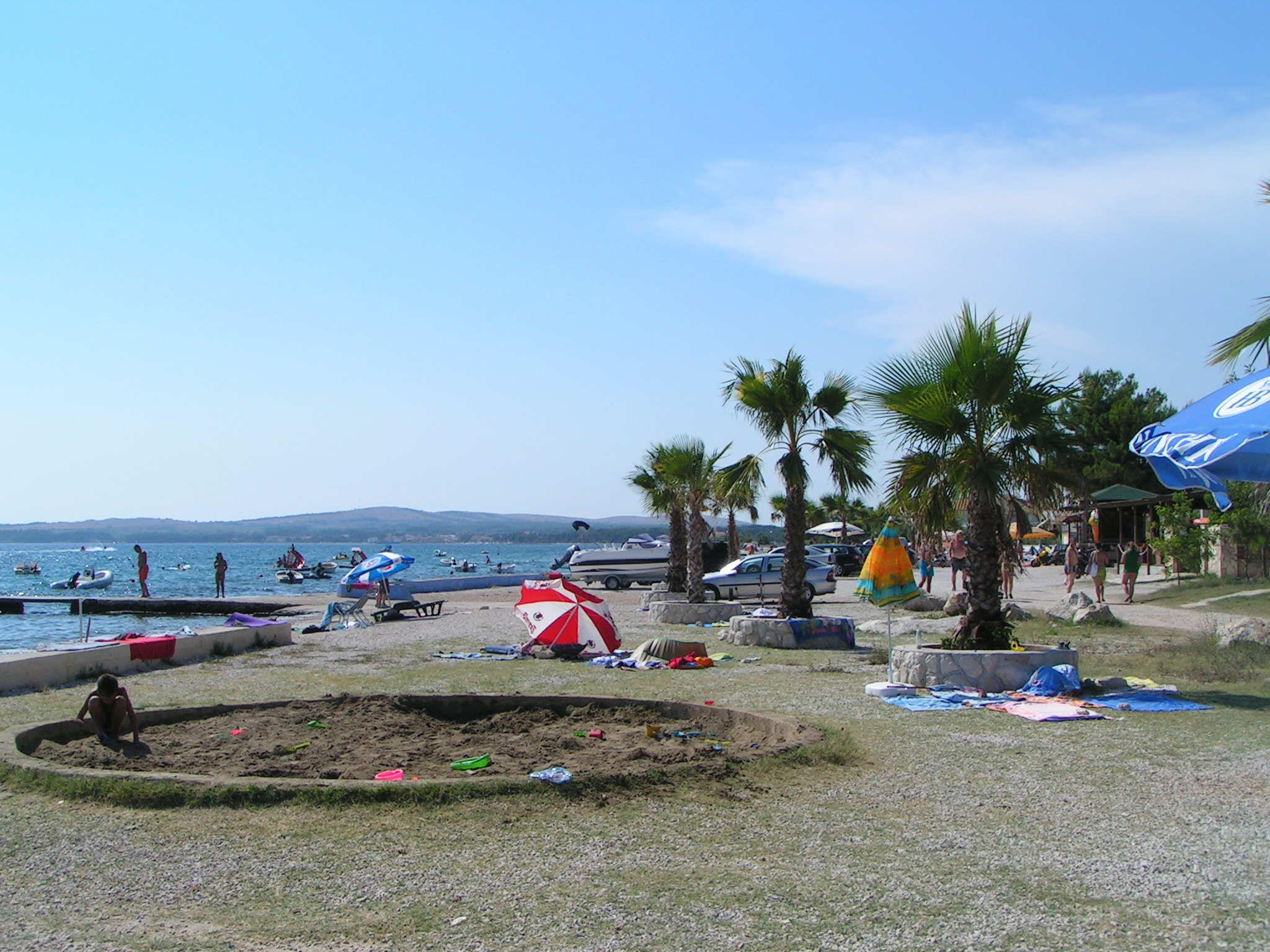
Пляж Мильковича
Кафе «Ribica» на улице Virski put